# The Black League
The Black League es una banda de heavy metal procedente de Finlandia, formada en 1998 por Taneli Jarva tres años después de su salida de la banda Sentenced. Sus primeros dos álbumes tienen un estilo fuertemente influenciado por el trabajo de Taneli con su antigua banda, combinando el heavy metal con elementos de rock and roll tradicional. A partir de su tercer álbum, Man's Ruin Revisited, estas influencias cobraron más importancia en el sonido del grupo.

## Miembros

### Actuales
- Taneli Jarva - voz
- Maike Valanne - guitarra y voces
- Heavy Hiltunen - guitarra
- Ilkka Tanska - bajo
- Rale Tiiainen - batería

### Anteriores
- Alexi Ranta - guitarra (1998 - 2005)
- Mikko "Florida" Laurila - bajo y guitarra (1998 - 2005)
- Kimmo "Sir" Luttinen - batería (1998 - 2005)

### Miembros de apoyo en vivo
- Lene Leionen - bajo y guitarra (live 2004)

## Discografía

### Demos
- Demo 98 (1998)

### Singles
- Cold Women & Warm Beer (2003)

### EP
- Doomsday Sun (2001)

### Álbumes de estudio
- Ichor (2000)
- Utopia A.D. (2001)
- Man's Ruin Revisited (2004)
- A Place Called Bad (2005)
- Ghost Brothel (2009)

## Videografía
- Winter Winds Sing (2000)
- Rex Talionis (2002)
- Same Ol' Fuckery (2005)